# Deltocyathus varians
Deltocyathus varians is een rifkoralensoort uit de familie van de Deltocyathidae. De wetenschappelijke naam van de soort is voor het eerst geldig gepubliceerd in 1938 door Gardiner & Waugh.